# Toledo de Lanata
Toledo de Lanata fue un antiguo municipio español de la provincia de Huesca. Desapareció a mediados de la década de 1960 al integrarse en el término municipal de La Fueva.

## Historia
El lugar, que a mediados del siglo XIX contaba con una población de 371 habitantes, estaba formado por los núcleos de San Juan, Latiart, Fuen de Campo, San Pedro y Cabezonada. Del municipio correspondiente habría formado parte también el pueblo de Fosado. Toledo aparece descrito en el decimoquinto volumen del Diccionario geográfico-estadístico-histórico de España y sus posesiones de Ultramar (1849) de la siguiente manera:

TOLEDO: l. en la prov. de Huesca (12 leg.), part. jud. de Boltaña (4), dióc. nullius correspondiente al abadiato de San Victoriano (1), aud. terr. y c. g. de Zaragoza (20), es cap. de ayunt. á que se halla agregado el pueblo de Fosado: sit. en una peña; su clima es templado; sus enfermedades mas comunes afecciones de pecho. Tiene 36 casas entre los barrios de San Juan, Latiart, Fuen de Campo, San Pedro y Cabezonada, de tal modo distribuidas, que sus vec. dicen con frecuencia que el Toledo de Aragon es mas grande que el Toledo de Castilla; 2 igl. parr. (San Pedro y San Juan) servidas por un solo cura; 2 ermitas (Ntra. Sra. de la Isuela y San Elias); y buenas aguas potables. Confina con Saravillo, Foradada, Charo y Fosado; en el térm. se encuentra el desp. de Sta. Olaria. El terreno es quebrado y poco fértil; por él corren las aguas de dos arroyos llamados Lanata y Sorda. Hay montes de roble, encina y enebro. Los caminos dirigen á Campo, Laspuña, Fueba y Ainsa, de cuyo último punto recibe la correspondencia. prod.: trigo, escalla, vino, cáñamo, frutas y pastos; cria ganado lanar y cabrío, y caza de perdices. ind.: 2 molinos harineros. pobl.: 50 vec. 371 alm. riqueza imp.: 43,669 rs. contr.: 5,848.
(Madoz, 1849, p. 7)

Inicialmente llamado simplemente Toledo, en 1916 cambió su nombre oficial por el de Toledo de Lanata. Desapareció como municipio en 1965 al ser absorbido junto a los términos municipales de Clamosa, Morillo de Monclús y Muro de Roda en el municipio de La Fueva.

## Demografía
| Gráfica de evolución demográfica de Toledo de Lanata entre 1842 y 1960 |
| |
| Población de derecho según los censos de población del INE Población de hecho según los censos de población del INEEn estos censos se denominaba Toledo: 1842, 1857, 1860, 1877, 1887, 1897, 1900 y 1910 Entre el censo de 1970 y el anterior, este municipio desaparece porque se agrupa en el municipio 22113 (La Fueva) |